# Ług (województwo podkarpackie)
Ług (Łuh dawniej też Łuch) – nieistniejąca obecnie wieś w Polsce, położona w województwie podkarpackim, powiecie leskim, gminie Cisna.

## Położenie geograficzne
Wieś leżała na lewym brzegu rzeki Wetliny, poniżej i naprzeciwko Jaworca.
Ślady po owej wsi są oznakowane i opatrzone tablicami informacyjnymi w ramach ścieżki historycznej „Bieszczady Odnalezione”.

## Historia

### Początki
"Łuh" (po polsku "łąka") lokowano na prawie wołoskim w dobrach Balów z Hoczwi .
Wieś istniała już w 1552. Wieś prawa wołoskiego Łuh w latach 1551-1600, położona w ziemi sanockiej województwa ruskiego. W 1921 roku liczyła 32 domy i 175 mieszkańców (170 wyznania greckokatolickiego, 5 wyznania mojżeszowego), a w 1939 liczyła 230 mieszkańców.

### Nowożytność
W połowie XIX wieku właścicielami posiadłości tabularnej Łuh był Adolf Łazowski i Cecylia Wildberg.

### Współczesność
Po II wojnie światowej wieś została całkowicie zniszczona, a jej mieszkańców wysiedlono. W miejscu drewnianej cerkwi pw. św. Mikołaja Cudotwórcy z 1864 została podmurówka i ruiny kamiennej mensy ołtarzowej.

## Zabytki
Zachowany uszkodzony przez szkodniki dębowy krzyż, ustawiony w 1938 r. z okazji 950-lecia Chrztu Rusi. Obok nowy, trójramienny krzyż wkopany w 2011 r. z inicjatywy dawnych mieszkańców oraz tablica informacyjna ze zdjęciem świątyni zwieńczona srebrnymi kopułkami na wzór cerkiewnych bań.

## Ścieżka historyczna
Przez Łuh biegnie otwarta 14 czerwca 2012 ścieżka historyczna "Bieszczady Odnalezione", wiodąca po nieistniejących już wsiach Jaworzec, Łuh i Zawój. Na jej trasie znajdują się dwujęzyczne tablice (w języku polskim i ukraińskim), wskazujące granice wsi, miejsca po cerkwiach, cmentarze, studnie z odtworzonymi cembrowinami i żurawiami oraz piwnice dawnych domostw, a także zebrane przez Stowarzyszenie Rozwoju Wetliny i Okolic relacje dawnych mieszkańców tych wsi, przymusowo wysiedlonych w latach 1945-1947. Wytyczenie ścieżki historycznej miało na celu ocalenie od zapomnienia ostatnich śladów dawnych mieszkańców (Ukraińców, Polaków i Żydów) oraz uczczenie pamięci wszystkich, którzy musieli opuścić swoje domostwa wiosną 1947 roku.